# Wolfgang Böhme (Zahnmediziner)
Wolfgang Böhme (* 4. März 1926 in Colmnitz, Erzgebirge; † 19. März 2004) war ein deutscher Zahnarzt mit dem Arbeits- und Forschungsschwerpunkt Prothetik. Er war ab 1975 Hochschuldozent sowie ab 1980 außerordentlicher Professor der Medizinischen Akademie „Carl Gustav Carus“ in Dresden.

## Leben
Nach seinem 1946 abgelegten Abitur absolvierte Böhme zwischen 1947 und 1952 eine Ausbildung zum Dentisten und Zahntechniker. Anschließend studierte er von 1953 bis 1955 Zahnheilkunde an der Humboldt-Universität zu Berlin. 1955 wurde er als Zahnarzt approbiert. Es folgten Stellen als Pflichtassistent an der Stomatologischen Klinik der Medizinischen Akademie „Carl Gustav Carus“ (1955/56) und als Lehrassistent an der Abteilung für Prothetische Stomatologie. 1957 wurde er zum Dr. med. dent. promoviert.
Böhme war ab 1959 Oberarzt an der Abteilung für Prothetische Stomatologie und wurde 1961 Facharzt. Zwischen 1962 und 1965 war er im Medizinischen Dienst des Verkehrswesens/Betriebsgesundheitswesens beschäftigt. 1970 habilitierte er sich. Ein Jahr später erhielt er die Facultas Docendi für Stomatologie. Zum 1. Februar 1975 wurde er Hochschuldozent für Prothetische Stomatologie und am 1. September 1980 zum a.o. Professor für dieses Fach ernannt. Böhme übernahm 1986 die Stelle des stellvertretenden Direktors der Poliklinik für Prothetische Stomatologie des Universitätsklinikums Carl Gustav Carus Dresden. Er schied mit Erreichen des Rentenalters im Jahr 1991 aus dem Dienst der Medizinischen Akademie aus.

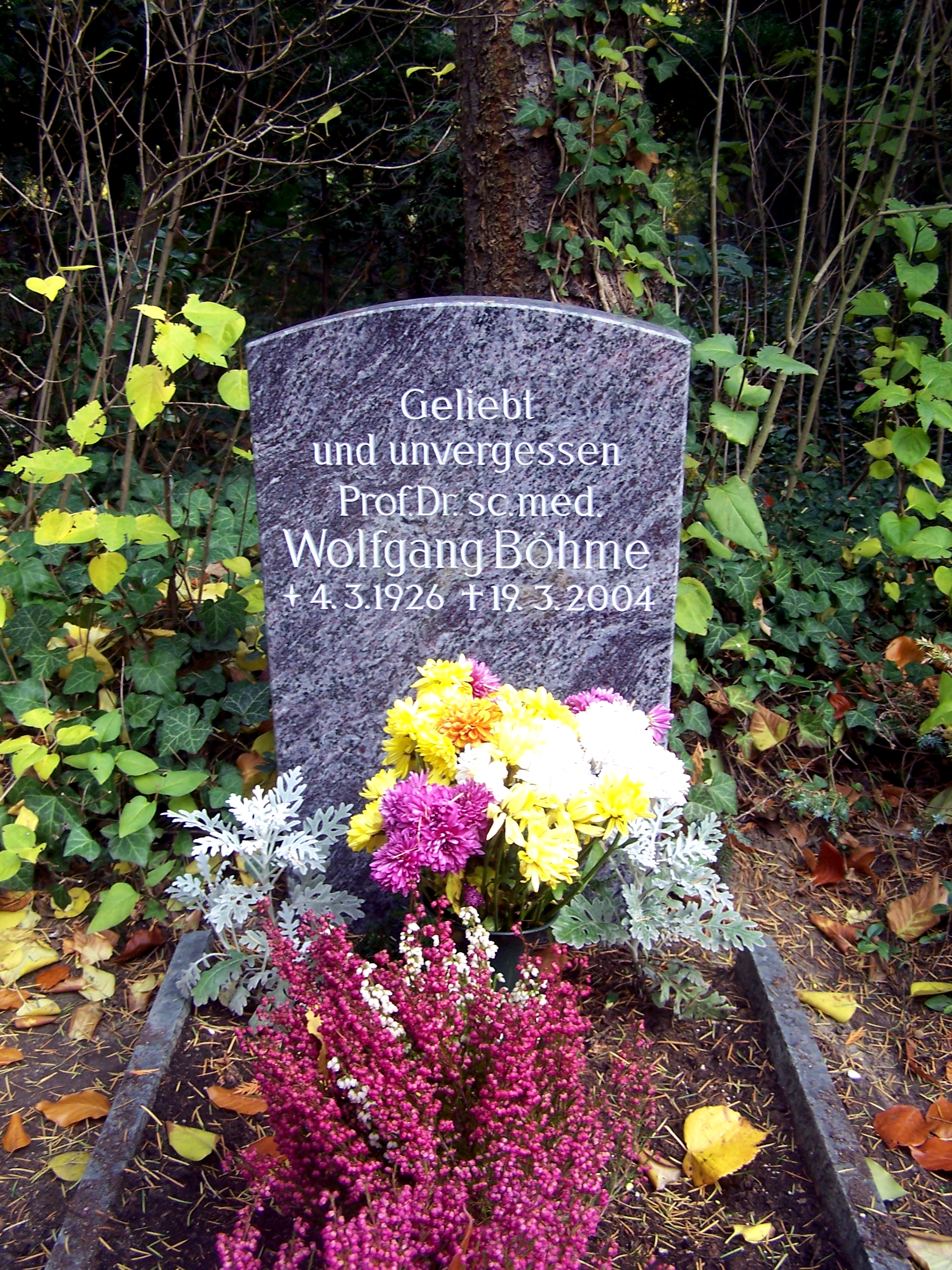
Böhmes Grab

Beigesetzt wurde er auf dem Äußeren Plauenschen Friedhof.

## Ehrungen
- 1971: Medizinalrat (DDR)
- 1978: Ehrenmedaille der Gesellschaft für Stomatologie der DDR in Gold
- 1979: Medaille für treue Dienste im Gesundheits- und Sozialwesen der DDR in Gold
- 1986: Hufeland-Medaille (DDR) in Silber
- 1988: Philipp-Pfaff-Medaille
- 1990: Gerhard-Henkel-Medaille
- 1996: Ehrenmitglied der Gesellschaft für Zahn-, Mund- und Kieferheilkunde Dresden